# Zhang Xian
Dans ce nom chinois, le nom de famille, Zhang, précède le nom personnel.
Pour les articles homonymes, voir Zhang.
Zhang Xian(chinois : 张弦) est une cheffe d'orchestre sino-américaine, née en 1973 à Dandong (Liaoning).

## Biographie

### Enfance et éducation
Née de parents musiciens, Zhang commence à apprendre la musique dès son enfance avec sa mère sur un piano construit par son père,. Elle poursuit ses études musicales au Conservatoire central de musique de Pékin. Elle commence à étudier la direction d'orchestre à l'âge de 16 ans, et obtient sa licence et sa maîtrise au conservatoire de Pékin. 

### Carrière de cheffe d'orchestre
Sa première apparition en tant que cheffe d'orchestre a lieu à l'âge de 19 ans avec l'Orchestre de l'Opéra national de Chine dans une production des Noces de Figaro. Elle est cheffe d'orchestre en résidence du Centre national des arts du spectacle de Pékin et cheffe de l'Orchestre symphonique de Jinfan.
En 1998, Zhang s'installe aux États-Unis où elle étudie pour obtenir un doctorat en musique au College-Conservatory of Music de l'université de Cincinnati, et est également pendant quatre ans directrice musicale de l'Orchestre de concert de l'université. En 2002, elle partage le premier prix du premier concours de direction d'orchestre Maazel-Vilar. Elle est cheffe d'orchestre remplaçante à l'Orchestre philharmonique de New York de 2002 à 2004, puis cheffe d'orchestre assistante de l'Orchestre philharmonique de New York en 2004, et fait ses débuts de cheffe d'orchestre lors d'un concert pour les jeunes cette année-là. Elle devient également la première titulaire de la chaire Arturo Toscanini. En janvier 2005, elle fait ses débuts de cheffe d'orchestre par abonnement au Philharmonique dans un programme partagé avec Lorin Maazel. Maazel nomme ensuite Xian Zhang cheffe d'orchestre associée de l'orchestre en 2005, poste qu'elle occupe pendant plusieurs années.
Xian Zhang est la cinquième directrice musicale du Sioux City Symphony Orchestra de 2005 à 2007. En janvier 2008, elle devient la première femme à diriger la Staatskapelle de Dresde dans sa salle principale. En mars 2009, l'Orchestre symphonique Giuseppe-Verdi de Milan annonce la nomination de Xian Zhang comme prochaine directrice musicale, la première femme à être nommée directrice musicale d'un orchestre symphonique italien, à partir de la saison 2009-2010,. En décembre 2010, la Nederlandse Orkest- en Ensemble-Academie (NJO ; Académie néerlandaise d'orchestre et d'ensemble) nomme Mme Zhang à la direction artistique de l'orchestre à partir de l'été 2011, poste qu'elle occupe jusqu'en septembre 2015. Avec l'Orchestre symphonique Giuseppe-Verdi de Milan, elle termine son mandat de directrice musicale en 2016, et porte désormais le titre de Direttore Emerito (chef d'orchestre émérite) avec l'ensemble.

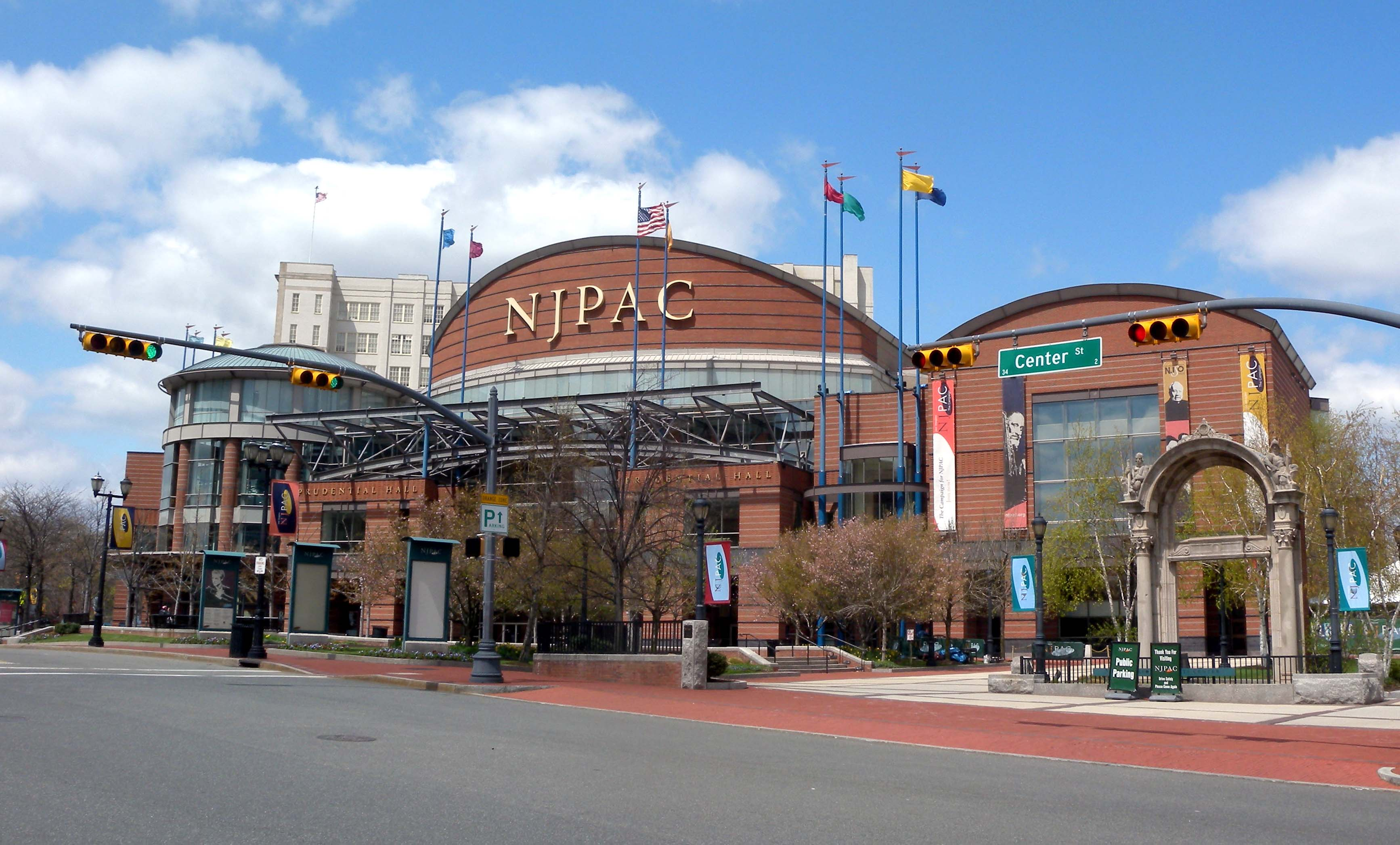
Le New Jersey Performing Arts Center, résidence de l'orchestre symphonique du New Jersey.

Zhang dirige pour la première fois l'Orchestre symphonique du New Jersey (NJSO) en tant que cheffe invitée en 2010, et revient pour d'autres apparitions en février 2012 et en mai 2015,. En novembre 2015, le NJSO annonce sa nomination en tant que 14e directrice musicale, à compter de septembre 2016, avec un contrat initial de 4 ans. Elle est la première femme cheffe d'orchestre à être nommée directrice musicale du NJSO. En mars 2022, le NJSO annonce la deuxième prolongation de son contrat, jusqu'à la saison 2027-2028. En décembre 2015, l'Orchestre national du Pays de Galles de la BBC (BBC NOW) annonce sa nomination en tant que prochaine principale cheffe invitée, à compter de la saison 2016-2017, avec un contrat initial de 3 ans. Elle est la première femme chef d'orchestre nommée à un poste titulaire au sein d'un orchestre de la BBC. À ce titre, avec la BBC NOW, elle est la première femme cheffe d'orchestre à diriger le Prom annuel qui comprend la Symphonie n° 9 de Beethoven, le 30 juillet 2017. Elle est cheffe invitée principale de l'Orchestre symphonique de Melbourne depuis 2020,.
En 2024, elle est nommée directrice musicale de l'Orchestre symphonique de Seattle à partir de la saison 2025/2026.

## Vie privée
Zhang et son mari Yang Lei ont deux fils. 